# Diadegma fenestrale
Diadegma fenestrale là một loài tò vò trong họ Ichneumonidae.